# Nikomedes I
Nikomedes I (stgr. Νικομήδης Nikomḗdēs; ur. 300?, zm. ok. 250 p.n.e.) – król Bitynii od ok. 279 p.n.e. do swej śmierci. Syn i następca Zipojtesa, króla Bitynii.
Po śmierci Lizymacha, króla Tracji, kilka ważnych miast nad Morzem Czarnym i Bosforem utworzyło tzw. Związek Północny. W jej skład wchodziły miasta: Heraklea Pontyjska, Bizancjum, Chalcedon, Kios, Tios). Do nich dołączyli później Mitrydates I Ktistes, król Pontu oraz Nikomedes I.
Nikomedes objął tron po śmierci ojca, dokonawszy wcześniej zabójstwa dwóch braci – potencjalnych konkurentów do władzy. Trzeci młodszy brat Zipojtes uniknął śmierci. Ten buntując się przeciwko bratu, utrzymywał północno-zachodnią część Bitynii w swych rękach. Tymczasem, Nikomedes był zagrożony najazdem Antiocha I Sotera, króla państwa Seleucydów, który przedtem walczył z jego ojcem Zipojtesem. By ochronić się przed tym, zawarł przymierze z Herakleą, a potem z Antygonem II Gonatasem. Atak wroga okazał się niegroźny, bowiem Antioch po najechaniu Bitynii, cofnął się nie ryzykując wydania bitwy.
W 278 p.n.e. Nikomedes pokonał Zipojtesa z pomocą naddunajskich Celtów Lonnoriusa i Lutariusa, przyszłych założycieli Galacji. Lutarius dwoma okrętami i trzema większymi łodziami, zdobytymi na Macedończykach, przewiózł swych ludzi w ciągu kilku dni na drugi brzeg. Potem Lonnorius przepłynął z Bizancjum na drugi brzeg z pomocą Nikomedesa. Zjednoczeni Galatowie udzielili pomocy królowi Bitynii walczącemu ze swym bratem. Nikomedes po pokonaniu i zapewne zabiciu Zipojtesa dokonał zjednoczenia Bitynii. Galatowie po odniesieniu zwycięstwa zajęli część ziem na południe od Bitynii, nazywając ją Gallogrecją.
Po tych wydarzeniach, mamy niewiele informacji. Prawdopodobnie Galowie później pomogli Nikomedesowi w walce przeciw królowi państwa Seleucydów Antiochowi I Soterowi, ale brakuje na ten temat szczegółowych danych. Nikomedes zapewne rządził bez zakłóceń Bitynią, wzmacniając ją wewnętrznie. Podczas swego długiego i spokojnego panowania podniósł kraj do wysokiego stopnia potęgi i pomyślności. Prawdopodobnie to on usiłował nabyć z miasta Knidos sławny posąg Wenus, dzieła greckiego rzeźbiarza Praksytelesa, przez oferowanie odpuszczenia całego długu publicznego miasta.
W naśladownictwie swego ojca, i jak wielu innych greckich władców Azji, Nikomedes zdecydował się uwiecznić swoje własne imię przez założenie nowej stolicy, która została założona w bezpośrednim sąsiedztwie kolonii megaryjskiej Astakos. Miejsce zostało tak rozsądnie wybrane, że miasto Nikomedia nieprzerwanie istniało ponad sześć stuleci, jako jedno z najbogatszych i najbardziej kwitnących w Anatolii. Założenie Nikomedii zostało datowane przez Euzebiusza z Cezarei na rok 264 p.n.e. Czas trwania panowania Nikomedesa I po tym zdarzeniu jest nieznany, ale jego śmierć jest datowana około roku 250 p.n.e.
Był dwa razy żonaty; z pierwszą żoną Ditizele, frygijką z urodzenia, miał dwóch synów, Prusjasza i Ziaelasa, przyszłego króla Bitynii, oraz córkę, Lizandrę; z drugą żoną Etazetą miał Tibojtesa (zm. po 211 p.n.e.) oraz nieznanego z imienia syna. Etazeta przekonała męża, by odsunął na bok jego dzieci z pierwszego małżeństwa i zostawił koronę dla jej potomstwa. Ci byli jeszcze niemowlętami, kiedy Nikomedes I postanowił przed śmiercią powierzyć ich opiekuństwo królowi macedońskiemu Antygonowi II Gonatasowi i królowi egipskiemu Ptolemeuszowi II Filadelfowi oraz miastom Heraklei, Bizancjum i Kios. Jednak te zabiegi nie przyniosły pożądanego skutku, bowiem Ziaelas, syn z pierwszego małżeństwa, szybko zajął tron bityński, usuwając macochę z jej dziećmi do Macedonii. 